# دونالد جاي هيوز
دونالد جاي هيوز (بالإنجليزية: Donald J. Hughes)‏ هو فيزيائي أمريكي، ولد في 1915 في شيكاغو في الولايات المتحدة، وتوفي في 1960.